# Forstjärnen, Jämtland
Forstjärnen är en sjö i Krokoms kommun i Jämtland och ingår i Indalsälvens huvudavrinningsområde. Sjön har en area på 0,612 kvadratkilometer och ligger 398,2 meter över havet.

## Delavrinningsområde
Forstjärnen ingår i det delavrinningsområde (706660-140483) som SMHI kallar för Mynnar i Landögssjön. Medelhöjden är 476 meter över havet och ytan är 24,12 kvadratkilometer. Räknas de 2 avrinningsområdena uppströms in blir den ackumulerade arean 52,16 kvadratkilometer. Finnån som avvattnar avrinningsområdet har biflödesordning 3, vilket innebär att vattnet flödar genom totalt 3 vattendrag innan det når havet efter 262 kilometer. Avrinningsområdet består mestadels av skog (74 procent) och sankmarker (14 procent). Avrinningsområdet har 0,62 kvadratkilometer vattenytor vilket ger det en sjöprocent på 2,6 procent.